# 1999 XS35
1999 XS35 est un damocloïde, mais également un astéroïde géocroiseur de type Apollon, classé comme potentiellement dangereux.

## Orbite
Il a un aphélie de 34 UA, dans la ceinture de Kuiper et son périhélie est de 0,94 UA. Il accomplit son orbite autour du Soleil en 75 ans.

## Passage près de la Terre
À son dernier périhélie en 1999, il a frôlé la Terre, en passant à 575 000 km de celle-ci le 11 novembre 1999.